# Clonk
Clonk je série počítačových her vyvinutá společností RedWolf Design. Hry nabízí mix akce, real-time strategie a plošinovky. Hry Clonk jsou tradičně vydány jako shareware, starší verze jsou k dispozici jako freeware. Pomocí integrovaného vývojářském režimu jsou zkušení hráči schopni vytvářet vlastní modifikace nebo "rozšíření" do hry.

## Popis
Ve hrách Clonk hráč ovládá malé humanoidní bytosti, – takzvané Clonky – v rámci dvojrozměrné, dynamicky modifikovatelné krajiny pomocí klávesnice nebo myši. Clonkové jsou interaktivní společně s okolní krajinou, zvířaty, počasí, budovami a objekty. Hru lze hrát samostatně, nebo v multiplayeru na rozdělené obrazovce nebo přes lokální síť nebo Internet. Čtyři různá nastavení klávesnice, v kombinaci s možností použití myši nebo gamepadu za následek umožňuje hru až pro šest hráčů na jednom počítači. Herní cíl je závislý na hraném scénáři, kolísající mezi rvačkami, v nichž hráči bojují proti sobě, strategickými týmovými scénáři nebo obléhacími akcemi.